# Esmir Bajraktarević
Pour les articles homonymes, voir Bajraktarević.
Esmir Bajraktarević, né le 10 mars 2005 à Appleton, dans le Wisconsin (États-Unis), est un footballeur international bosnien qui évolue au poste d'ailier droit au PSV Eindhoven. 
Il possède également la nationalité américaine.

## Biographie

### Carrière en club
Esmir Bajraktarević est né à Appleton, ville du Wisconsin aux États-Unis, dans une famille d'origine bosnienne (Srebrenica), pays dont il possède aussi le passeport.
Il est formé par la New England Revolution, où il signe un contrat de Homegrown Player en mai 2022, alors qu'il a déjà commencé sa carrière professionnelle en USL Championship avec l'équipe réserve.
Il joue son premier match avec l'équipe première du club en MLS le 17 août 2022, entrant en jeu lors d'un match nul 2-2 contre le Toronto FC. Il connait sa première titularisation quelques jours après.
Au cours de son essors chez la New England Revolution, il effectue également un premier séjour en Europe, avec une période d'essai chez l'AZ Alkmaar avant la saison 2023,.

### Carrière en sélection
Esmir Bajraktarević est international avec l'équipe des États-Unis des moins de 19 ans et des moins de 23 ans.
En janvier 2024, Esmir Bajraktarević est convoqué pour la première fois avec l'équipe senior des États-Unis. Il honore sa première sélection le 20 janvier 2024, lors d'un match amical contre la Slovénie, impressionnant déjà malgré la défaite un but à zéro,.

## Palmarès
Esmir Bajraktarević est champion des Pays-Bas en 2025 avec le PSV Eindhoven.